# Ippolito Salviani

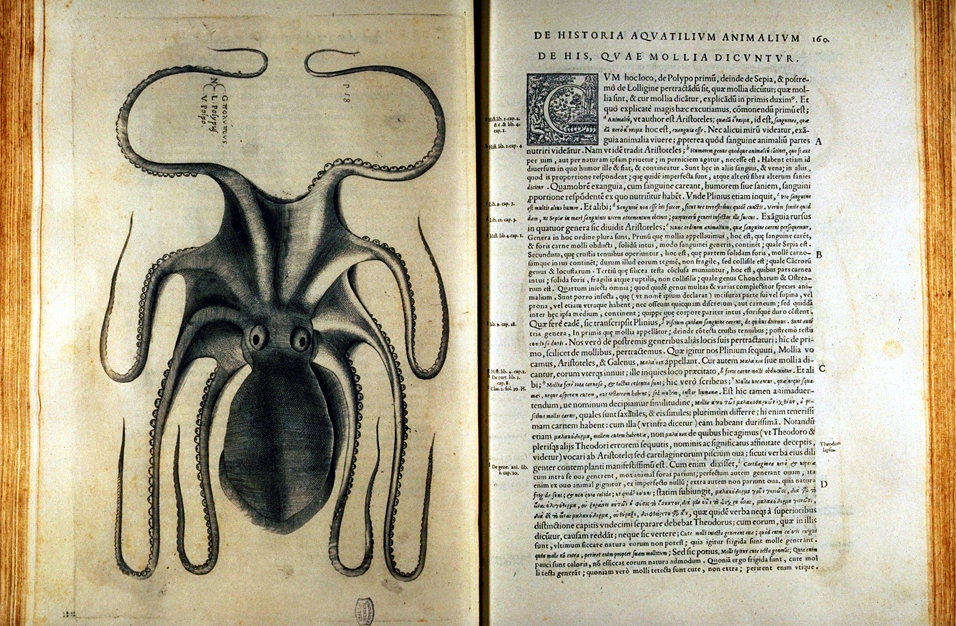
Planche représentant un poulpe.

Ippolito Salviani est un médecin, zoologiste et botaniste italien, né en 1514 à Città di Castello et mort en 1572 à Rome.

## Biographie
Entre 1538 et 1540 Ippolito Salviani s'installe à Rome et devient, quelques années plus tard, médecin du pape. Vers 1550, il est nommé médecin officiel du pape Jules III et enseigne la médecine à l'université de Rome jusqu'en 1568.
Il fait paraître entre 1554 et 1558 un ouvrage consacré aux poissons et intitulé Aquatilium Animalium Historiae, bien illustré et donnant de bonnes informations sur les animaux de la mer. Outre les poissons, il ne décrit que quelques invertébrés, des céphalopodes.
Il se passionne pour les sculptures anciennes et en fait collection. Guillaume Rondelet et Pierre Belon publièrent, à peu près au même temps, des traités dans la lignée de celui-ci. Il les a rencontrés tous les deux à Rome, avant la parution de son ouvrage sur les poissons.

## Publications
- Aquatilium animalium historiae, liber primus, cum eorumdem formis, aere excusis.  Rome, 1554–1558. Il s'agit du plus bel ouvrage jamais publié sur les poissons et les bêtes marines. Le texte donne les dénominations des poissons en latin, grec et latin vulgaire. Il comporte de longues notices sur chaque espèce.